# Scopula resplendaria
Scopula resplendaria là một loài bướm đêm trong họ Geometridae.